# Investor's Business Daily
Pour les articles homonymes, voir IBD.
Le Investor's Business Daily (IBD) est un quotidien d'informations économiques et financières américain publié à Los Angeles depuis 1984. Il s'est appelé Investor's Daily jusqu'en 1991.